# Gedeon Poppen
Gedeon Nathaniel Poppen (1989) es un futbolista internacional de Curazao que se desempeña en el terreno de juego como defensa central; su actual equipo es el CRKSV Jong Holland de la primera división del Fútbol de las Antillas Neerlandesas.

## Trayectoria
- RKSV Centro Dominguito  2010-2013

- CRKSV Jong Holland  2013-presente